# Shinshicho
Shinshicho, ou Shinshincho, est une ville et un woreda du centre-sud de l'Éthiopie située dans la zone Kembata de la région Éthiopie du Centre.
Ancien chef-lieu du woreda Kacha Bira et peuplée de 14 285 habitants en 2007, elle forme désormais un district urbain de 6 km2 enclavé dans Kacha Bira, une quinzaine de kilomètres au sud-ouest de Durame,. 
Comme toute la zone Kembata Tembaro, Shinshicho passe de la région des nations, nationalités et peuples du Sud à la région Éthiopie du Centre en août 2023.